# James Ewell Brown Stuart
James Ewell Brown „JEB” Stuart (Laurel Hill Farm, Patrick megye, Virginia, 1833. február 6. – Richmond, Virginia, 1864. május 12.) amerikai katonatiszt, az amerikai polgárháborúban a konföderációs haderő egyik legjobb lovastisztje volt. Barátai Jeb néven emlegették. Stuart lovassága a felderítés mestere volt, mellyel az Észak-virginiai Hadsereg támadó hadműveleteit nagyban támogatta. Miközben a magánéletben bohém ficsúrként viselkedett (vörös csíkos szürke köpenyt, sárga selyemövet, és kalapján extravagáns strucctollat hordott, gyakran kölnivel illatosítva magát), katonailag azonban ő volt Robert E. Lee tábornagy hadseregének megbízható szeme és füle, aki nagyban növelte a déliek kitartását.
Stuart 1854-ben végzett a West Point katonai akadémián, majd Texasban és Kansasben szolgált a hadseregben. Harcolt az indián bennszülöttek ellen és részt vett a kansasi zavargások lecsillapításában. John Brown lázadásakor részt vette a Harper's Ferryben vívott ütközetben, melynek során legyőzték és elfogták a később kivégzett lázadókat.
Hazája, Virginia elszakadásakor leszerelt, hogy a konföderációs hadseregbe léphessen, először Stonewall Jackson beosztottjaként a Shenandoah-völgyben, majd egyre fontosabb lovassági beosztásokat kapott az Észak-Virginiai hadseregben, részt véve minden nagyobb hadjáratban, egészen haláláig. A Virginia-félszigeti hadjárat során vakmerő lovassági parancsnokként emelkedett ki a tömegből és kétszer körbeportyázta az ellenséges Potomac hadsereget, először a Virginia-félszigeten, majd a Maryland hadjárat során. Ezáltal hírnevet szerzett magának és temérdek bosszúságot okozott az Uniónak. A chancellorsville-i csata folyamán Jackson és A. P. Hill megsebesülése után átvette a gyalogság második hadtestének irányítását, és pár óra alatt újabb, eredményes támadást szervezett az előző napi sikert elmélyítendő.
Stuart talán leghíresebb hadjárata a gettysburgi volt, melynek elején az uniós lovasság meglepetésszerű támadást hajtott végre a lovasparádéra felsorakozott déli oszlopok ellen a Brandy Station-i ütközetben. Miután a sajtóban a figyelmetlensége miatt elítélő cikkek jelentek meg, Stuart úgy óhajtotta kiköszörülni a csorbát, hogy harmadszor is körülportyázza az uniós hadsereget. Ez a művelete azonban hosszabb időre elszakította Lee hadseregétől, amely segítsége nélkül nem értesült az őt üldöző Potomac hadsereg közeledéséről, csak már miután harcba keveredett annak elővédjével a gettysburgi csatában. Stuart az utókortól, a konföderáció elveszett ügyének szószólóitól és a déli sajtótól sok kritikát kapott, de a történészek ma sem tudnak megegyezni, hogy akciója saját helyzetértékelésének csődje volt, hogy a balszerencse és Lee rugalmasan értelmezhető parancsának kombinációja okozta a balsikert.
Az 1864-es Overland hadjárat során Philip Sheridan vezérőrnagy lovasságának támadásában a Yellow Tavern-i ütközetben halálos sebet kapott. Stuart özvegye halála után mindig feketébe viseletbe öltözve őrizte emlékezetét. Emlékére a Hadsereg második világháborús M3 könnyű harckocsi-családját róla nevezték el.

## Gyermekkora és fiatalsága
Tehetős és politikailag befolyásos amerikai–skót/skót–ír családban született Virginia déli részében, az észak-karolinai határhoz közeli a Laurel Hill farmon, Patrick megyében. A család 11 gyermeke közül ő volt a nyolcadik, az öt fiú legfiatalabbika. Ükapjuk Alexander Stuart őrnagy az amerikai függetlenségi háború Guilford Court House-i ütközetében ezredparancsnokként vett részt. Apjuk, Archibald Stuart a brit-amerikai háború veteránja volt, egy rabszolgatartó ügyész és demokrata párti politikus, aki Virginia állam törvényhozásának mindkét házába bekerült és egy ciklusra kongresszusi képviselőnek is megválasztották. Édesanyjuk Elizabeth Letcher Pannill Stuart volt, egy szigorú, vallásos asszony, akinek jó üzleti érzéke volt és maga kezelte a farm ügyeit.

### Tanulmányai

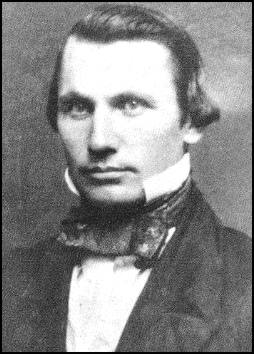
A fiatal Stuart arcképe

Az ifjú James tizenkét éves koráig édesanyja és oktatói mellett otthon tanult. Laurel Hillt elhagyva a virginiai Wytheville-ben járt iskolába, Anne nagynénje, és annak férje, James Ewell Brown bíró otthonában lakva Danville-ben. Tizenöt évesen felvették az Emory and Henry College-ra, ahol 1848-tól 1850-ig végezte tanulmányait.
1848 nyarán Stuart jelentkezett a hadseregbe, de mint fiatalkorút elutasították. 1850-ben sikerült Thomas H. Averett-től ajánlást szereznie a West Point katonai akadémiára New Yorkban. Averett 1848-ban éppen Stuart apját győzte le kongresszusi képviselő-választáson. Stuartot sokan kedvelték és boldog időket élt meg az akadémia diákjaként. Tinédzser korában nem volt jóképű, ezért évfolyamtársai ugratásképpen a „Szépség” becenevet aggatták rá Álla „olyan rövid és kifejletlen volt, hogy ettől eltekintve kellemes kinézetét határozottan elcsúfította.” Ezért már igen fiatalon, diplomázás után szakállat növesztett, mely akkoriban még nem volt divatban és tiszttársa megjegyzése szerint ő volt „az egyetlen ember, akit a szakáll csinosabbá tett”.
Robert E. Lee 1852-ben lett az akadémia felügyelője, Stuart pedig hamarosan a Lee család barátja lett, gyakran meglátogatva őket. Lee unokaöccse, Fitzhugh Lee szintén 1852-ben kezdte az akadémiát. Stuart végzős évében a kadétok másodkapitánya rangot érte el és hét másik társával tiszteletbeli lovassági tisztek lettek lovastudományuk elismeréseként. Stuart 46 fős évfolyamában a 13. tanulmányi eredménnyel végzett 1854-ben. Lovassági taktikából évfolyama tizedikje volt. Noha a civil mérnöki kurzust szerette és matematikából is jeleskedett, gyenge rajzkészsége (a 29. eredményt érte el vele) miatt mérnöki karrierje nem kecsegtetett nagy sikerrel. A Stuart hagyománya szerint végzős évében szánt szándékkal rontott eredményein, hogy ne kerüljön az elit mérnökkarba.

## Az Egyesült Államok hadseregében töltött szolgálata
Stuart hadnagyként először Texasban a lovas lövészeknél szolgált, Kimerítő út után érkezett meg a Davis-erődbe 1855. január 28-án. Három hónapig felderítő járőröket vezetett a San Antonio – El Paso útvonal mentén. Hamarosan az újonnan felállított 1. lovasezred szállásmestere lett a kansas territóriumon fekvő Fort Leavenworthben, illetve Edwin V. Sumner ezredes hadbiztosa. 1855-ben főhadnaggyá léptették elő.
1855-ben Stuart megismerte Flora Cooke-ot, a 2. dragonyosezred parancsnoka, Philip St. George Cooke alezredes lányát. Burke Davis jellemzése szerint Flora „gyakorlott lovas volt, és bár nem kimondottan csinos, de csábító”, akinek Stuart „ellenállás nélkül a lábai elé omlott”. Szeptemberben jegyezték el egymást, mindössze két hónappal az első találkozás után. Stuart a rövid udvarlását azzal a humoros latin fordulattal jellemezte, miszerint "Veni, Vidi, Victus sum" (jöttem, láttam, és meghódítottak). Noha egy nagy házassági rendezvényt terveztek a kansasi Riley-erődben, Stuart apjának szeptember 20-i halála miatt november 14-re tolták a ceremóniát, szűk családi körben megtartva. A házaspárnak két rabszolga volt a tulajdonában 1859-ig, egyiküket Jeb apjának birtokáról örökölték, a másikat vásárolták.
Stuart parancsnoki képességeit hamar felismerték. A határvidék indián bennszülöttekkel vívott harcaiban edződött és a kansasi leszámolások veteránja volt. 1857. július 29-én a csejenek ellen vívott harcban megsebesült a Solomon-folyónál. Sumner ezredes szablyát vont rohamot vezényelt a záporozó indián nyilak ellen. Az ellenséget szétkergetve Stuart és három másik hadnagy üldözőbe vette egyiküket, akit Stuart revolverével csípőn lőtt. A csejen megfordult és visszalőtt egy régi típusú revolverrel, melynek golyója bár mellbe találta, de a bőre átlyukasztásán túl nem sok kárt tett Stuartban. Stuart szeptemberben tért vissza Fort Leavenworth-be feleségéhez. Első gyermekük, egy kislány 1856-ban született meg, de még aznap meghalt. 1857. november 14-én Flora életet adott második lányuknak, aki anyja után a Flora nevet kapta. A család 1858 elején Fort Riley-ba költözött, mely három további évig a lakhelyük maradt.
1859-ben Stuart kifejlesztett egy új lovassági felszerelést, melyet október 4-én a 25684-es szám alatt szabadalmaztatott. A szablyakampó a „szablyák övekhez való csatolásának fejlesztett módja” leírást kapta. A kormányzat 5000 dollárt fizetett Stuartnak a használati jogért, aki a Philadelphia városbeli Knorr, Nece and Co.-vel szerződött le a gyártásra. Washington, D.C.-ben a szerződéskötéskor találmányának alkalmazásával kapcsolatban a szállásmesteri hivatalhoz benyújtotta felvételi kérelmét. Eközben értesült róla, hogy John Brown felkelést indított a virginiai Harper's Ferryben levő hadianyagraktárnál. Stuart jelentkezett Robert E. Lee hadsegédjének és elkísérte a tengerészgyalogos századot és a négy századnyi marylandi milíciát. Lee írott megadási ultimátumának kézbesítésekor ismerte fel a magát Isaac Smithnek nevező férfiben a Kansasből megismert „Ossawatomie John Brownt”.
1861. április 22-én előléptették századossá, de ő május 3-án lemondott rangjáról és a Amerikai Konföderációs Államok hadseregéhez csatlakozott, mivel hazája, Virginia elszakadt az Egyesült Államoktól. Az Illinois állambeli Cairóból küldte el levelét a hadügynek, amely május 14-én fogadta azt el. Mikor Stuart megtudta, hogy apósa, Cooke ezredes az Egyesült Államok hadseregének kötelékében maradt, a közelgő háború ellenére is, sógorának, John R. Cooke eljövendő konföderációs dandártábornoknak azt írta: „Egyszer fogja megkeserülni, de onnantól egyfolytában sajnálhatja majd.” 1860. június 26-án Flora megszülte fiukat, Philip St. George Cooke Stuartot, de Jeb apósa iránt érzett haragjában 1861 végén James Ewell Brown Stuart, Jr.-ra változtatta a kis "Jimmie" nevét.

## A Konföderációs hadseregben töltött szolgálata

### A kezdet
1861. május 10-én Stuart a virginiai gyalogság alezredeseként belépett az Amerikai Konföderációs Államok hadseregébe. Robert E. Lee vezérőrnagy ekkor a Virginiai állami milícia parancsnokaként Thomas J. Jackson ezredes Harper's Ferry-ben levő dandárjába osztotta be. Jackson nem vette figyelembe, hogy Stuart a gyalogság fegyverneméhez tartozik és július 4-én megbízta a Shenandoah-völgyben állomásozó összes lovasszázad felügyeletével, melyből az 1. Virginiai lovasezred keletkezett. Július 16-án ezredessé léptették elő.
A Shenandoah-völgyből Stuart ezredét a Bull Run-i csatába vezette és részt vette a menekülő uniósok üldözésében. Ezt követően a Potomac-folyó felső folyásánál levő katonai megfigyelőállásainak parancsnoka lett, míg a konföderációs Potomac hadsereg kötelékébe tartozó lovasdandár parancsnokságát megkapta. A hadsereget később átnevezték Észak-Virginiai hadsereggé, Stuartot pedig 1861. szeptember 24-én előléptették dandártábornokká. Stuart könyörtelen alapossággal gyakorlatoztatta katonáit, aki nem mindig értékelték eltökéltségét.

### A Virginia-félszigeti hadjáratban
1862-ben az uniós Potomac hadsereg elindult a Virginia-félszigeten keresztülhatolva Richmond felé, Stuart dandárja Johnston tábornagy hadseregét támogatta a félszigetről a túlerő elől való visszavonulásban. Stuart harcolt a williamsburgi ütközetben, de a szűk félsziget és az időjárás nem kedvezett a lovassági hadműveletek számára. Ám mikor Johnston megsebesülése után Robert E. Lee tábornagy lett az Észak-Virginiai hadsereg parancsnoka, azt kérte Stuarttól, hogy derítse fel, vajon a Potomaci Hadsereg jobb szárnya sebezhető-e. 1862. június 12-én Stuart 1200 lovasával útra kelt és megállapította, hogy a jobb szárny tényleg megtámadható és teljesen körülmanőverezte az uniós hadsereget. Kb. 230 km megtétele után július 15-én tértek vissza 165 fogollyal, 260 lóval és öszvérrel, ellátmánnyal és tüzérségi lövedékekkel. Dandárja nem ütközött komoly ellenállásba a széttagolt uniós lovasság részéről, akiket véletlenül apósa Cooke ezredes irányított. A művelet szenzációvá vált a közvélemény szemében és Stuartot útját virágbokrétákkal teledobálva fogadták őt Richmondban. A Konföderációs sajtóban Stonewall Jacksonhoz hasonló hírnévre tett szert.

### Az Észak-Virginiai hadjáratban

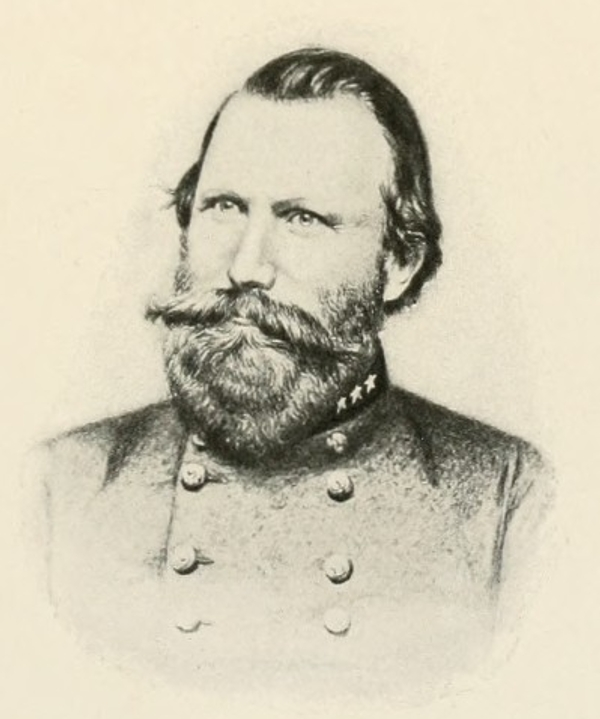
J.E.B. Stuart lovassági tábornok, CSA.

Az Észak-Virginiai hadjárat elején, 1862. július 25-én Stuartot előléptették vezérőrnagyi rangra és egy egész lovassági hadosztály irányítását kapta meg. Augusztusban egy északi rajtaütés csaknem elfogta a sátrában alvó Stuartot, és menekülés közben kénytelen volt hátrahagyni védjegyévé vált tollas kalpagját és köpenyét. De mikor másnap Catlett's Stationnél lerohanta John Pope vezérőrnagy főhadiszállását, zsákmányul ejtette teljes egyenruháját és értékes értesüléseket szerzett irataiból Lee számára a Pope-nak küldött erősítésekről.
A Második Bull Runi csatában Stuart lovassága Longstreet erőteljes támadását követte és annak szárnyát védelmezte vontatott tüzérségével. Stuart utasította Beverly Robertson dandártábornok dandárját, hogy üldözze a visszavonuló északiakat, de az öldöklő harcban John Buford dandártábornok északi lovasdandárja legyőzte Thomas T. Munford ezredes 2. Virginiai lovasezredét, míg Stuart két másik ezred küldésével meg nem támogatta. Buford dandárja sok újonccal soraiban a Lewis gázlón át vonult vissza, és a déli lovasság összességében 300 foglyot ejtett. Stuart egészen a Chantilly ütközettel véget érő hadjárat befejeztéig zaklatta a Washington felé visszavonuló északi menetoszlopokat.

### A Marylandi hadjáratban
1862 szeptemberében, a Marylandi hadjárat során Stuart lovasságának első feladata az észak felé haladó gyalogság műveletének elrejtése volt. A George B. McClellan vezette Potomac hadsereg üldözése irányáról és gyorsaságáról Stuartnek kellett volna hírt adnia Lee számára, de ehelyett egy ötnapos időtartam során katonái pihentek, míg ő a helyi civil lakosságot szórakoztatta az Urbanában rendezett gáláján. Jelentései nem térnek ki járőrök és őrszemek szállította értesülésekre.  A Potomac hadsereg Frederickhez való közeledtével Stuart erői több ponton járőrharcokat vívtak és Stuart nem tudta dandárjait eléggé összevonni ahhoz, hogy megállítsa az előrenyomulást. Elnézve az uniós előrenyomulás irányát és a South Mountaini ütközetben a Turner-hágó védelméhez D. H. Hill vezérőrnagy segítségét kellett kérnie. Antietamnél vontatott tüzérsége a támadó uniós erők szárnyát bombázta. Délután Stonewall Jackson utasítására lovasságával az uniós jobbszárny oldalába és mögé kellett kerülnie, melyet siker esetén gyalogsági támadás támogatott volna a West Woods erdejéből kiindulva. Stuart erőfelmérő jellegű támadást indított a tüzérsége segítségével, melyet „gyilkos erejű” ellencsapások értek, így a Jackson szándékolta lovassági támadás végül sosem indult el.
A visszavonulás után három héttel, 1862. október 10-től 12-ig Stuart másodszor is bátran körülportyázta a Potomac hadsereget a Chambersburg portya során. 60 óra alatt kb. 190 km-t tett meg Darkesville-től fel északra a pennsylvaniai Mercersburgig, és Chambersburgig, majd Emmitsburgön keresztül kelet felé és végül Hyattstown és a White gázló érintésével Leesburgig. Vakmerőségével újra felbosszantotta uniós ellenfeleit, lovakat és készleteket zsákmányolt, de különösebb katonai előnyök elérése nélkül merítette ki katonáit és hátasait. Jubal Early úgy utalt portyájára, mint „a legnagyobb lólopási küldetés”, mely mindössze bosszantotta az ellenséget. Stuart új, aranyberakásos tiszti kabátot ajándékozott Jacksonnak, melyet egy richmondi szabótól rendelt.Azt gondolta róla, hogy Jacksonnak tábornokibb kinézetet fog kölcsönözni, csakhogy az ilyesmivel szemben Jackson teljesen érzéketlennek mutatkozott.
McClellan október 26-án Lincoln sürgetéseinek engedelmeskedve dél felé indult hadseregével és átkelt a Potomac folyón. Mikor Lee elindult, hogy elállja útját, Stuart lovassága Longstreet hadtestének elrejtése érdekében folyamatos járőrösszecsapásokat vívott az uniós lovassággal és gyalogsággal Mountville, Aldie és Upperville környékén. November 6-án Stuart szomorú távirati hírt kapott; Flora lánya ötödik születésnapja előtt, november 3-án tífuszos lázban elhalálozott.

### Fredericksburg és Chancellorsville
1862 decemberében a Fredericksburgi csatában Stuart lovasságából leginkább vontatott tüzérsége vett részt John Pelham őrnagy vezetésével. Stonewall Jackson szárnyát fedezték a Hamilton's Crossingnál. Lee tábornagy utasításait követve lovassága „hatásosan védte jobbszárnyunkat az ellenség oldalában maradva, zavarva mozgásában és a lehetőséget kihasználva támadásba átmenvén.” Stuart feleségének másnap azt írta, hogy szőrmegallérját átlőtték, de ő maga sértetlen maradt.
Karácsony után Lee a Rappahannock folyótól északra portyázni küldte Stuartot, hogy „az ellenség hátába hatoljon, felderítse ha lehetséges helyzetét és mozgását, illetve olyan károkat okozzon neki, amelyet a körülmények megengednek.” 1800 katonájával és vontatott tüzérségével Stuart 6-7 kilométerre közelítette meg Fairfax Court House-t, 250 foglyot ejtett, lovakat, öszvéreket és készleteket zsákmányolt. A távíróvonalakat lehallgatva jelzőszakemberei az uniós parancsnokok egymásnak küldött üzeneteit fogták el. Stuart is küldött egy távíróüzenetet Montgomery C. Meigs főszállásmesternek: „Meigs tábornok a jövőben legyen kedves jobb öszvéreket szállítani; az eddig küldöttek igen satnyák.”
1863. március 17-én Stuart lovassága összecsapott a Kelly gázlónál portyázó uniós lovassággal. Az aprócska győzelmet beárnyékolta Pelham őrnagy eleste, melyet Stuart mélyen meggyászolt, mivel kevés híján saját öccseként tekintett rá. Az egyik kongresszusi képviselőnek címzett levelében azt írta: „A nemes, lovagias Pelham nincs többé. ... Bánatunk könnye és a gyász kínja minden parancsnokságom alá tartozó lelkében tanúskodjék erről.” Flora ekkor második gyermekükkel volt terhes és Stuart azt kérte, hogy ha fiú születik, John Pelham Stuartnak nevezzék. Virginia Pelham Stuart 1863. október 9-én látta meg a napvilágot.

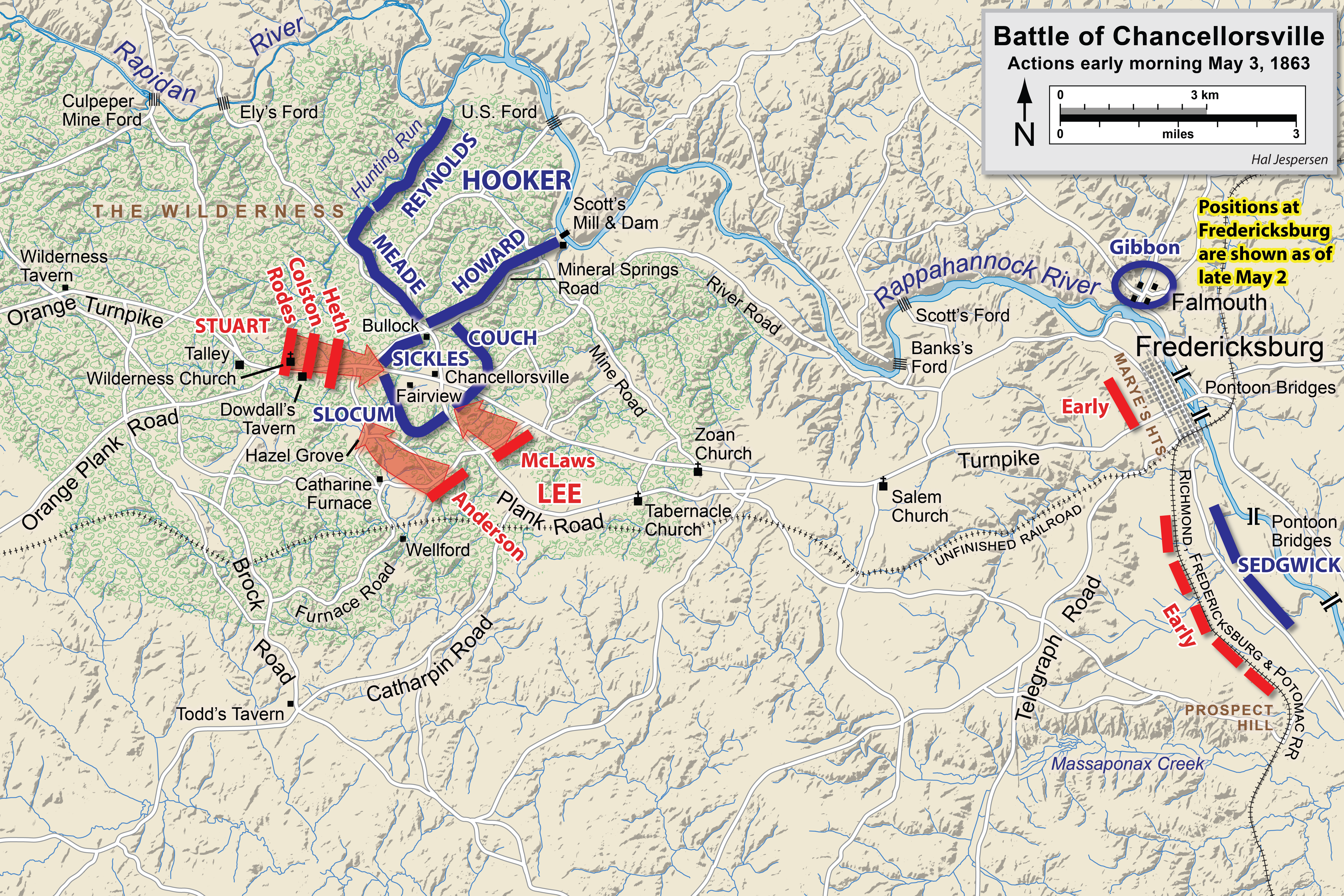
1863. május 3-a, a Chancellorsville-i csata. A térkép Stuart támadását mutatja Daniel Sickles vezérőrnagy hadteste ellen a falu nyugati határában.
Konföderáció
Unió/Potomac hadsereg

A Chancellorsville-i csatában Stuart részt vett Stonewall Jackson híres megkerülő műveletében és a XI. hadtest megfutó katonáinak üldözte, mikor hírt kapott róla, hogy mind Jackson, mind annak rangidős hadosztályparancsnoka, A. P. Hill megsebesült. Hill úgy döntött, hogy a rangban utána következő Robert E. Rodes dandártábornok helyett a második hadtest parancsnokságát és a támadás folytatását Stuartra bízza. Noha a parancsnokság átadása okozta késedelem miatt a szárnytámadás aznap éjjelre már véget ért, másnap Stuart magabiztosan látta el a gyalogsági hadtest irányítását. Erőteljes és jól szervezett támadást indított a Potomac hadsereg jobbszárnya ellen és mikor a III. hadtestet kivonták a Hazel Grove-i magaslatról, Stuart gyorsan megszállta és az uniós tüzérségi ütegek lövetésére használta fel a kiváló tüzérségi állást. Stuart május 6-án, a csata végeztével adta vissza megbízatását Hillnek. Stephen W. Sears történész szerint:
|  | „... Nehéz elgondolni, hogyan tudott volna a frissen kinevezett Jeb Stuart a gyalogság és a tüzérség tekintetében ennél is jobb munkát végezni. A ravasz Porter Alexander szerint a minden elismerést megérdemelt: "Összességében nem hiszem, hogy a háború folyamán lett volna ennél kiválóbb teljesítmény, mint mikor Stuart abban az akkori kritikus helyzetben átvette a parancsnokságot."” |
|  | |

Stonewall Jackson május 10-én halt meg, s közeli barátjának távozása újra leverte Stuartot. Stábjának azt mondta, hogy ez „nemzeti tragédia”. Jackson felesége, Mary Anna augusztus 1-jén írt levelében megköszönte együttérzését: „Nem szükséges biztosítanom róla, amit már úgyis tud, hogy barátságát és csodálatát [Jackson] ugyanolyan hőfokon viszonozta. Gyakran hallottam Stuart tábornokról, mint közeli személyes barátjáról nyilatkozni és csodálatát kifejezni az ön katonai képességei iránt.” 

### Brandy Station

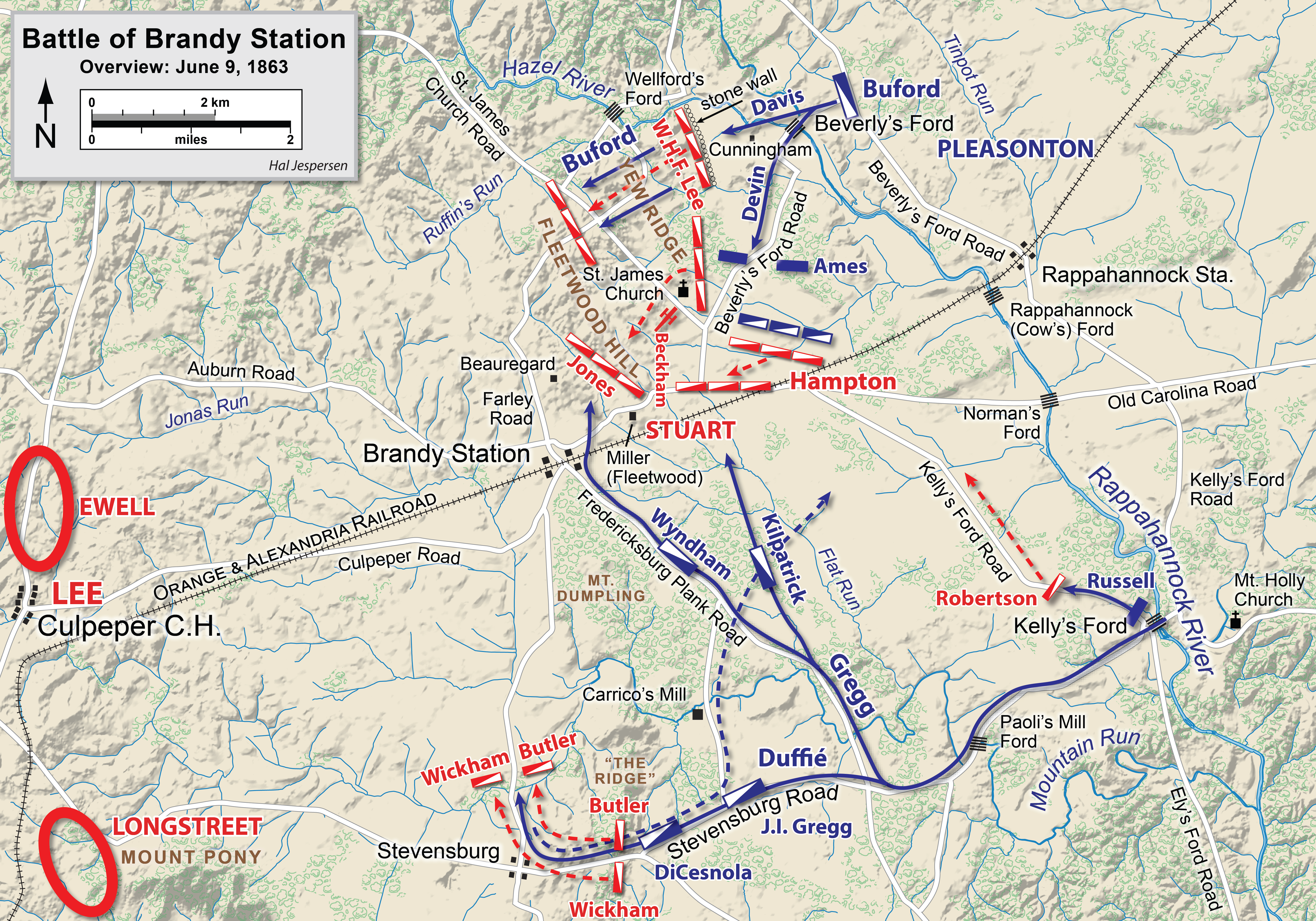
Az uniós műveletek és Stuart ellentevékenysége a Brandy Station ütközetben, 1863. június 9-én.

Stuart ismét a lovasság fegyvernemével vágott neki a Gettysburg hadjáratnak, mely nem sok babért termett számára.  A Brandy Station ütközet a háború legnagyobb lovassági ütközete volt. Június 5-re Lee két gyalogsági hadteste Culpeper környékén ütötte fel szállását. Tőlük kb. tíz-tizenegy kilométerre északkeletre Stuart őrizte a Rappahannock-folyó vonalát. Legtöbb lovasa Brandy Station (az Orange-Alexandria vasút Brandy állomása) környékén táborozott és akadályozta, hogy az uniós felderítés megfigyelhesse és meglephesse az Észak-Virginiai hadsereget. Stuart teljes seregszemlére invitálta Lee-t, mely majdnem 9000 lovast és négy üteget vonultatott fel, támadást szimulálva a kb. három kilométerre délnyugatra fekvő Inlet állomás ellen.
Lee nem tudott megjelenni a szemlén, ezért június 8-án megismételték, ezúttal harci bemutató nélkül. A rendezvény kisebb mérete ellenére a jelenlevő újságírók és lovasok némelyek arra panaszkodott, hogy Stuart megint csak az egóját fényezi és kifárasztja a hátasokat. Lee másnap a Rappahannockon való átkelést és az uniós előőrsöknél való portyázást parancsolt, hogy az északra induló gyalogságot a megfigyeléstől és a zaklatástól megkímélje. Stuart erre számítva fáradt lovasságát visszaküldte a Brandy Stationnél levő táborba.
Joseph Hooker vezérőrnagy, a Potomac hadsereg parancsnoka arra következtetett Sutart culpeperi jelenlétéből, hogy a hadtápvonala ellen indítandó portya készül. Utasítást adott Alfred Pleasonton vezérőrnagynak, hogy 8000 lovas és 3000 gyalogos képezte összfegyvernemi erővel megelőzésképpen kergesse szét és semmisítse meg a 9500 konföderációst. Pleasonton két oszlopban június 9-én átkelt a Rappahannockon. A Beverly gázlónál John Buford dandártábornok hadosztálya okozott meglepetést a lövések zajára felébredő Stuart és stábja körében. A Kelly-gázlónál való átkelés szintén meglepetést okozott és a konföderációs erőket hamarosan elölről és hátulról is szorongatták a heves, lóhátról vívott összecsapásban. Rohamok és ellentámadások zavarták össze a sorokat a Fleetwood dombon, Stuart előző éjjeli szállásának közelében. tíz órányi harc után Pleasonton visszavonult a Rappahannock túloldalára.
Stuart győzelmet jelentett, mivel a déliek nem hátráltak meg a csatatérről, de Brandy Stationt inkább tekintik egy taktikailag döntetlen összecsapásnak, melyben mindkét fél hiányosságokat mutatott föl. Pleasonton nem tudta Stuart lovasságát semlegesíteni a fontos hadjárat megkezdése előtt és visszavonult, mielőtt megtudhatta volna, hol helyezkedik el Lee gyalogsága. A déli lovasság viszont nem vette észre az északiak két nagy oszlopának közeledését és meglepetés áldozata lett, melyet a tábornoki kar és a sajtó kemény szavakkal illetett. A harc rávilágított az uniós lovasság javuló teljesítményére és előrevetítette a korábban legyőzhetetlennek mutatkozó déli fegyvernem hanyatlását.

### Stuart gettysburgi portyája

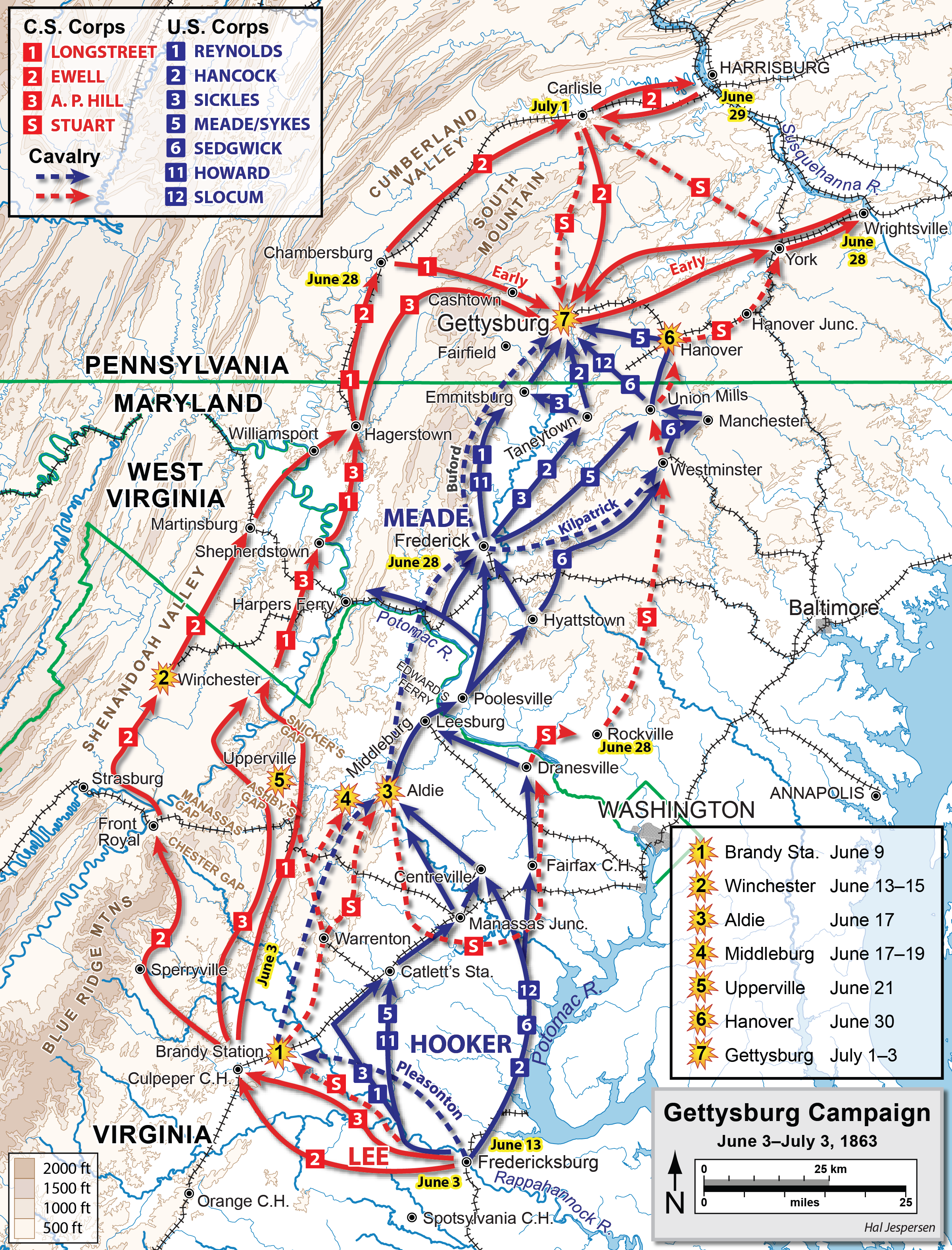
Stuart lovasságának művelete 1863. június 3-tól július 3-ig, a Gettysburg hadjárat folyamán, vörös szaggatott vonallal jelölve.

Júniusban további lovassági összecsapások után Lee hadserege észak felé indult a Shenandoah-völgyön át. Stuartnak valószínűleg az járhatott a fejében, hogy a Brandy Stationnél a hírnevén esett csorbát egy újabb körbeportyázással tudná feledtetni. Lee június 22-i parancsa szerint részt kellett vennie az észak felé irányuló műveletben, de a parancs pontos értelmezését a résztvevők és a történészek azóta is vitatják. Lényegében a völgy nyugati felén levő hágókat kellett védelmeznie, míg az Észak-Virginiai hadsereg átkel a Potomac-en, majd maga is át kell keljen és Ewell második hadtestének jobbszárnyát kell fedezze. A Blue Ridge hegység mentén közvetlen észak felé mozgás helyett azonban Stuart három legjobb dandárjával, Wade Hampton, Fitzhugh Lee dandártábornokok és John R. Chambliss ezredes dandárjaival a Potomac hadsereg és Washington közé hatolva haladt észak felé Rockville, Westminster érintésével egészen Pennsylvaniáig. Reményei szerint készletek rablására és zavarkeltésre nyílt alkalom az ellenséges főváros közvetlen közelében. Stuart három dandárja június 25-én éjjel egy órakor indult el a Salem Depótól.
Stuart balszerencséjére a Potomac hadsereg menetoszlopai blokkolták az utat és kikerülésükhöz keletebbre kellett kitérni, mintsem azt ő vagy Lee gondolta volna. Emiatt nem tudott Ewellhez csatlakozni és Lee sem kapott felderítési információkat „fülétől és szemétől” miközben az ellenséges területeken keresztül haladt.
Stuart különítménye június 28-án éjjel három órakor kelt át a Potomac-en. Rockville-nél elfogtak egy 140 darab társzekérből álló hadtáposzlopot öszvérestül. A szekérkaraván lelassította Stuartot, de parancsát úgy értelmezte, hogy a készletek zsákmányolása fontos feladata. A konföderációs portya közelsége megrökönyödést váltott ki Washingtonban és két dandárnyi uniós lovasságot és egy ütegnyi vontatott tüzérséget küldtek üldözésükre. Stuart állítólag azt mondta, ha lovai nem volnának kifáradva, akkor „bemasírozott volna a 7. utcán és foglyul ejtette volna Abe-et, meg a kabinetjét.”
Június 29-én Westminsterben rövid összecsapás után messzire kergetett két századnyi uniós lovasságot a Baltimore-ba vezető út mentén, s ezzel szerinte nagy pánikot keltett a városban. Előőrse találkozott Judson Kilpatrick dandártábornok Hanoveren keresztül vonuló lovasságával és június 30-án szétkergette azt. A Hanoveri ütközet azonban csak akkor ért véget, miután Kilpatrick újraszervezte embereit és kiűzte a konföderációs lovasságot a városból. Stuart értékes zsákmánya birtokában inkább annak védelmével törődött, mintsem Kilpatrick legyőzésével. 33 kilométeres éjszakai utat megtéve kimerült erői július 1-jén elérték Dovert, miközben a Gettysburgi csata részvételük nélkül kezdődött el.
Stuart ezután Carlisle-ba indult, remélve, hogy Ewell-t ott találja. Július 1-je kora este néhány lövedéket lőttek a városba és felégették a helyi kaszárnyát, majd Gettysburg felé távoztak. Különítménye legnagyobb része július 2-án délután ért Lee-hez Gettysburgbe. Wade Hamptont a konföderációs állások balszárnyának és hátának védelmére utasította, Hampton pedig összecsapott George Armstrong Custer dandártábornokkal a Hunterstowni ütközetben, mielőtt Gettysburghöz ért volna.

### A Gettysburgi csata és a visszavonulás
Július 2-a délután Gettysburgbe érkezvén az elfogott uniós szekérkaraván ellátmánya ellenére Lee leteremtette Stuartot. Az esetnek nem volt szemtanúja, de a főhadiszálláson keringő hírek szerint Lee kimérten és jéghidegen üdvözölte. Edward Porter Alexander ezredes azt írta: „Noha Lee csak annyit mondott: 'Nos, tábornok, végre itt van', modora megrovást tükrözött és Stuart ezt meg is értette.” A csata utolsó napján Stuart az ellenség hátába való kerülést és parancstovábbítási- és hadtápvonalainak zavarását kapta feladatul, miközben a gyalogság a Pickett rohamaként elhíresült támadást intézte a Cemetery Ridge-en elhelyezkedő uniós állások ellen. Stuart műveletét a David Gregg és Custer dandártábornokok vezette uniós lovasság meghiúsította.
A Gettysburg alóli visszavonulás közben Stuart minden figyelmét a gyalogság vonulásának támogatására szentelte. Az agresszíven próbálkozó uniós lovasság támadásait elhárította és nehéz út-, illetve időjárási viszonyok mellett sikeresen kísérte útján a több ezer, sebesültekkel és zsákmánnyal megrakodott társzekeret. Számos járőrösszecsapást és kisebb, halogató ütközetet vívtak a visszavonulás során. Stuart katonái voltak az utolsók, melyek a Potomac túloldalára, Virginiába visszatértek – „ramaty állapotban, teljesen lehasználódva és törődötten”.
Gettysburg hadjárat Stuart karrierjének legvitatottabb mozzanata. A Konföderáció veszett ügye mellett agitálók, mint például Jubal A. Early narratívájában James Longstreet mellett ő volt a vereség oka. További vádlókat találunk kevésbé egyoldalú szerzők között, mint például Stuart beosztottja, Thomas L. Rosser, aki a háború után azt állította, hogy Stuart „ebben a hadjáratban kétségtelenül” végzetes hibát követett el, mely miatt elveszett a Gettysburgi csata. Lee tábornagy jelentése szerint
|  | „... a lovasság hiánya lehetetlenné tette, hogy pontos információkat szerezzünk. ... A Stuart által követett útvonalon a szövetségi hadsereg saját különítménye és a derékhad között helyezkedett el, megakadályozva minden kommunikációt, míg Carlisle-ba nem ért. A Gettysburg felé való vonulást nagyban meglassította hogy a szövetségi hadsereg mozgása nem volt ismeretes.” |
|  | |

A háború utáni támogatók egyik legjelentősebbike John S. Mosby ezredes volt, aki a hadjárat folyamán is különítményében szolgált és az elhunyt tábornokhoz mindvégig hűséges maradt. Mosby azt írta: „Ő tett engem mindazzá, ami a háborúban lettem. De inkább maradtam volna névtelenül, csak hogy barátja lehessek.” Számos cikket írt a népszerű kiadványokba és egy könyvméretű tanulmányt is megjelentetett 1908-ban, melyben jogászi ékesszólását bevetve kategorikusan visszautasított minden Stuart ellen emelt vádat.
A modern tudományos feldolgozás is megosztott maradt Stuart megítélésében. Edward G. Longacre szerint Lee szándékosan adott széles értelmezési lehetőséget parancsával kapcsolatban és nem emelt panaszt Stuart kései megérkezésével kapcsolatban, mert nem határozta meg, mikor kellett volna a lovasságnak Ewellhez csatlakoznia. A három és fél dandárnyi, a derékhadnál hagyott lovasság elegendő erőt képezett, hogy Lee számára elősegítse az ellenséges területen való áthaladást. Lee azon döntését, hogy ezt az erőt nem használja hatékonyan, nem róható fel Stuartnak. Edwin B. Coddington kitér Stuart gettyburgi „tragédiájára” és úgy ítéli meg, hogy mikor Fitzhugh Lee felveteti, vajon Stuart megfontoltan alkalmazta-e a rábízott felelősséget, a válasz az, hogy nem. Történészek egy része fenntartja, hogy Stuart távolléte miatt lehetett Lee meglepve Gettysburgnél; Coddington azonban rámutat, hogy George G. Meade vezérőrnagy, a Potomac hadsereg parancsnoka éppúgy meg volt lepve és az ütközet kezdeti szakasza Lee számára bizonyult előnyösnek. Eric J. Wittenberg és J. David Petruzzi arra a következtetésre jutott, hogy sokfelé lehetett felelősséget keresni, mely végső soron megoszlott Stuart, a parancs homályossága és Richard S. Ewell altábornagy között, aki keményebben is próbálkozhatott volna Gettysburgtől északkeletre a Stuarttal való egyesülés céljából. Jeffry D. Wert elismeri, hogy Lee és tisztjei, valamint a Potomac hadsereggel folytatott harc a felelős a konföderációs veszteségek java részéért, de kijelenti, hogy „Stuart cserben hagyta Lee-t és a hadsereget a Gettysburgi harcban. ... Lee megbízott benne és döntési teret engedett neki, és Stuart megfontolás nélkül cselekedett.”
Noha Stuart nem kapott hivatalos elmarasztalást, vagy büntetést a Gettysburgi hadjáratban játszott szerepe okán, érdemes megjegyezni, hogy 1863. szeptember 9-i hadtestparancsnoki kinevezése nem vonta maga után az altábornagyi előléptetést. Edward Bonekemper azt írta, hogy miután az Észak-Virginiai hadsereg minden más hadtestparancsnoka megkapta ezt a rangot, Lee azon döntését, hogy Stuart vezérőrnagy maradt, s ugyanakkor beosztottjai, Wade Hampton és Fitzhugh Lee szintén vezérőrnagyi rangot kaptak, felfogható egy burkolt elmarasztalásnak. Jeffry D. Wert szerint nincs bizonyítéka annak, hogy Lee megfontolásában szerepet játszott volna Stuart gettysburgi teljesítménye és valószínűbb, hogy Lee szerint a lovassági hadtest parancsnokának felelőssége nem azonos a gyalogságéval.

## 1863 ősze és az 1864-es Overland hadjárat

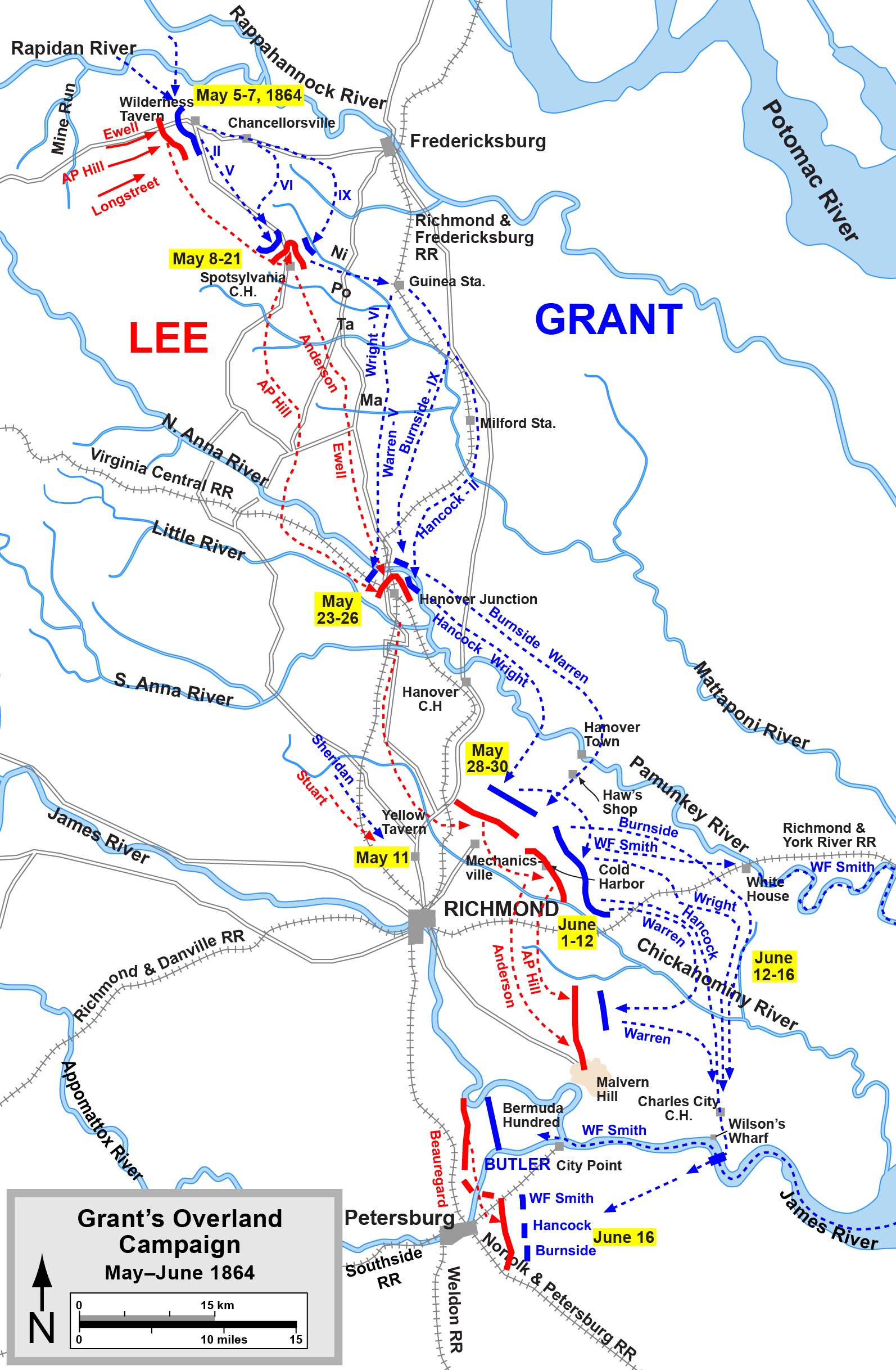
Az 1864-es Overland hadjárat térképe a Yellow Taverni ütközettel.

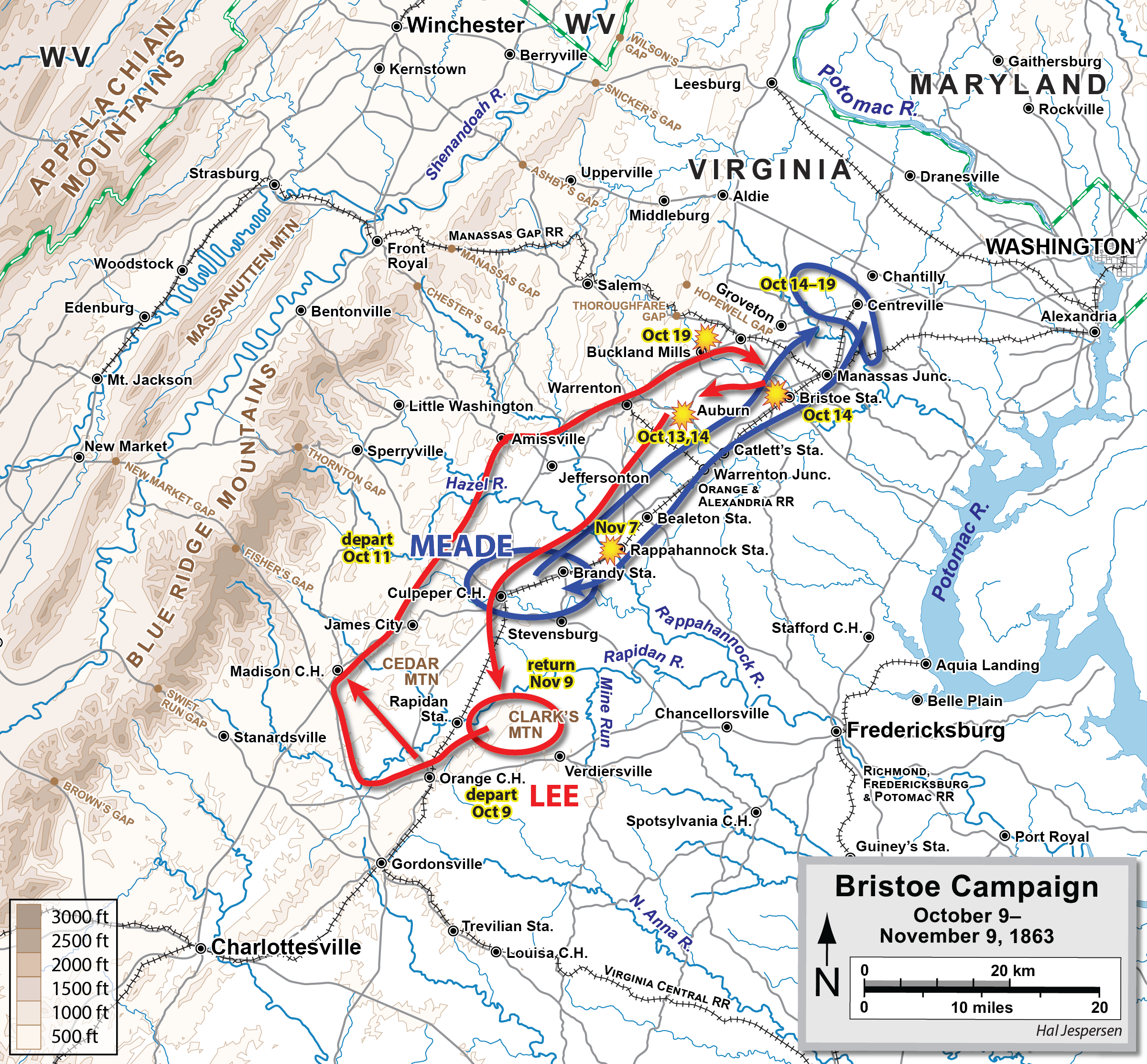
A Bristoe hadjárat térképe.

Lee szeptember 9-én átszervezte a lovassági hadtestet két három-három dandárból álló hadosztályra. A Bristoe hadjárat során Stuart egy nagyívű művelettel lett megbízva, mely az ellenség hátába vezette volna, de Meade ügyesen visszavonta hadseregét, nem hagyva Stuartot kibontakozni és előnyt kovácsolni műveletéből. Október 13-án Stuart Warrenton belebotlott a III. hadtest utóvédjébe. Ewell hadtestét küldték segítségére, de Stuart elrejtette csapatait egy fás hasadékban, míg az ellenség gyanútlanul továbbvonult és a segítségre már nem volt szükség. Meade Manassas kereszteződés felé való visszavonulása közben a II. hadtest dandárjai október 14-én Auburn közelében utóvédharcokat folytattak Stuart lovasságával és Harry T. Hays dandárdábornok hadosztályával. A lovasság merészen blöffölve ráijesztett Gouverneur K. Warren vezérőrnagy túlerejű gyalogságára és elkerülte a katasztrófát. A Bristoe Station ütközetben elszenvedett vereséget és a Centreville felé való előrenyomulás feladása után Stuart a Manassas kereszteződés alóli visszavonulást fedezte. Judson Kilpatrick uniós lovassága nyomukba szegődött a Warrentoni úton, de Chestnut dombnál csapdába csalogatták és megszalasztották. A szövetségi lovasságot szétszórták és nyolc kilométer hosszan üldözték, mely a Buckland derby néven vonult be a köztudatba. A déli sajtó kritikája elcsendesült az őszi hadjáratban mutatott jó teljesítményt látva.
Az Overland hadjárat, altábornagy Ulysses S. Grant 1864 tavaszán megindított offenzívája a Chancellorsville közelében levő sűrű erdőben vívott csatával indult. Stuart sok veszteséget okozva és elszenvedve Thomas L. Rosser dandárjával agresszíven letámadta George A. Custer jobban felszerelt michigani dandárját. Lee azt üzente Stuartnak: „Nagyon fontos, hogy kímélje lovasságát és ne tegye tönkre. ... Végrehajtás előtt meg kell fontolnia, mely támadás kínál előnyöket.” A Spotsylvania Court House-i csata színhelye felé közeledő uniós katonákkal Stuart halogató harcokat vívott. A Laurel-domb védelmében Joseph B. Kershaw dandártábornok gyalogságát is ő irányította, s hozzáértően hátráltatta a szövetségi csapatok előrenyomulását, majdnem öt teljes órán át, mely nélkül nem lett volna lehetséges, hogy a harmadik hadtest előbb érjen Spotsylvaniához, mint az északiak, s elállhassa útjukat.

### A Yellow Taverni ütközet
A Potomac hadsereg parancsnoka, George G. Meade vezérőrnagy és lovasságának parancsnoka, Philip Sheridan vezérőrnagy a lovasság első két ütközetbeli teljesítménye kapcsán összeveszett. Sheridan nem volt hajlandó tudomásul venni parancsnoka kritikáját, hanem dühében azt vágta oda Meade akadályozása nélkül ő képes lenne „az összes lovassági csapatok összevonására és Stuart különítményére ránrontva megverni azt”. Meade Grantnél el akarta érni az engedetlen és késlekedést okozó Sheridan leváltását, de mikor mellékesen megemlítette szándékát, Grant belekapaszkodott ebbe. „Sherdian ezt mondta? Nos, általában tudja miről beszél. Engedje menni és azonnal hozzákezdeni.” Sheridan azonnal hozzálátott megszervezni, hogy a konföderációs hadtápvonalak ellen indított portyával ütközetre kényszerítse Stuartot.
Sheridan délkelet felé indulva elvitte Meade lovasságának legnagyobb részét portyájára. A North Anna-folyón átkelve elfoglalta a Virginia Central vasút Beaver Dam állomását, ahol fosztogatott, hadifoglyokat szabadított ki és készleteket semmisített meg. Stuart alig harmadannyi kb. 3000 fő lovassággal vette föl a küzdelmet ellene. Üldözés közben hadsegédje Andrew R. Venable őrnagy kíséretében betért haza, feleségéhez és gyermekéhez. Venable azt írta Stuartról, „Azt mondta nekem, sosem remélte, hogy túléli a háborút, és ha legyőzetünk, élni sem akart.”

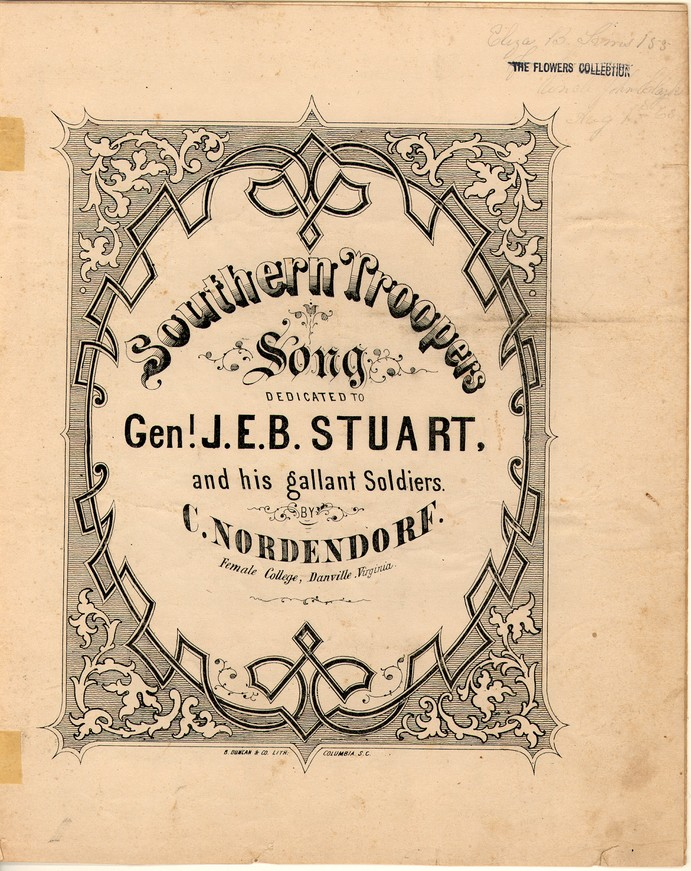
Déli Lovasénekek, J. E. B. Stuart és hősies katonáinak ajánlva, a virginiai Danville-ben 1864-ben kiadott kottáskönyv.

A Yellow Taverni ütközetre május 11-én, egy Richmondtól 10 km-re északra fekvő használaton kívüli fogadó mellett került sor. A konföderációs lovasság kitartóantöbb mint három óra hosszan ellenállt a richmondi utat szegélyező alacsony dombok hátán. Az 1. Virginiai lovasezred ellentámadása visszavetette az előrenyomuló uniós lovasságot a dombtetőről. Stuart lóháton biztatta embereit és revolverével lőtte az ellenséges katonákat. Az 5. Michigani lovasezred Stuart mellett áramlott visszafelé és egy gyalogos közlegény, a 44 éves John A. Huff megfordult és 10-30 méterről lelőtte Stuartot a .44-es kaliberű revolverével.
Huff lövése a bal oldalán találta el, átfúrta a gyomrát és a hátán jött ki, két centire a gerincétől. A nagy kínokat kiálló Stuartot sürgősen Richmondba szállították, hogy sógora, Dr. Charles Brewer házában megvárhassa feleségét. Stuart úgy rendelkezett, hogy kardját és sarkantyúját fiának adják. Utolsó, suttogó szavai szerint: „Itt a felmentésem; legyen meg isten akarata.” Május 12-én este 7 óra 38 perckor halt meg, sebesülése másnapján, de még azelőtt, hogy Flora Stuart halálos ágyához érhetett volna. 31 éves volt. Richmond Hollywood Cemetery nevű temetőjében helyezték örök nyugalomra. Elhunytáról értesülve Lee állítólag azt mondta, hogy nevének említésére is nehezen tudja visszatartani a könnyeit és hogy Stuart soha nem adott hamis információkat.
Flora hátralevő éveiben mindig a gyász fekete ruháját hordta és nem házasodott újra. 15 évig Saltville-ben lakott, ahol egy rönkházban iskolát nyitott és tanított. 1880 és 1898 között a Virginia Female Institute igazgatója lett Stauntonban, ahová Lee tábornagy ajánlotta be tíz évvel korábban, nem sokkal halála előtt. 1907-ben az intézetet átnevezték Stuart Hall School névre. 1898-ban Flora lányuk szülési komplikációk miatt elhunyt, Flora pedig elhagyta az intézetet és Norfolkba költözött, ahol vejének, a megözvegyült Robert Page Wallenek segített unokája felnevelésében. 1923. május 10-én halt meg Norfolkban, mikor elesett az utcán és beütötte a fejét. Férje és első lányuk, a kis Flora mellett helyezték örök nyugalomra. 

## Emlékezete és emlékművei

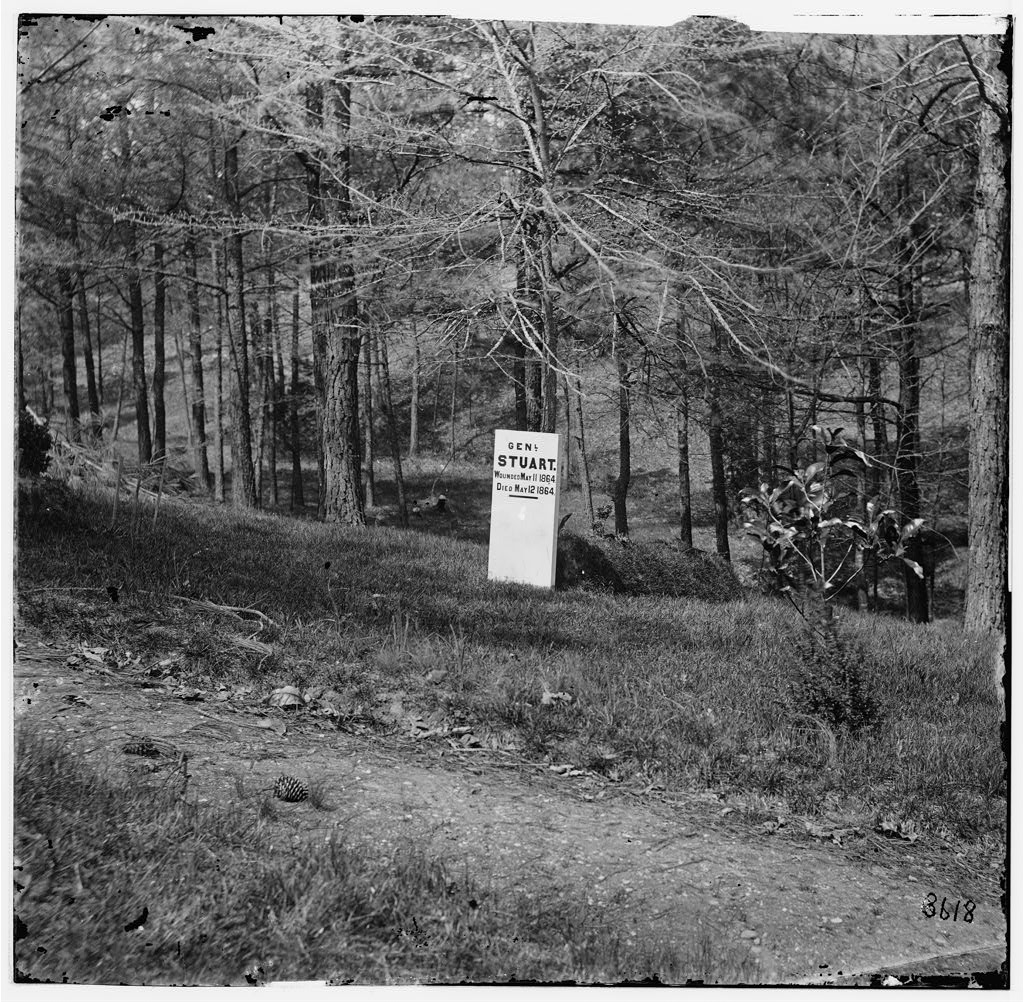
Stuart sírja a Hollywood Cemetery-ben, Richmondban ideiglenesen megjelölve, 1865

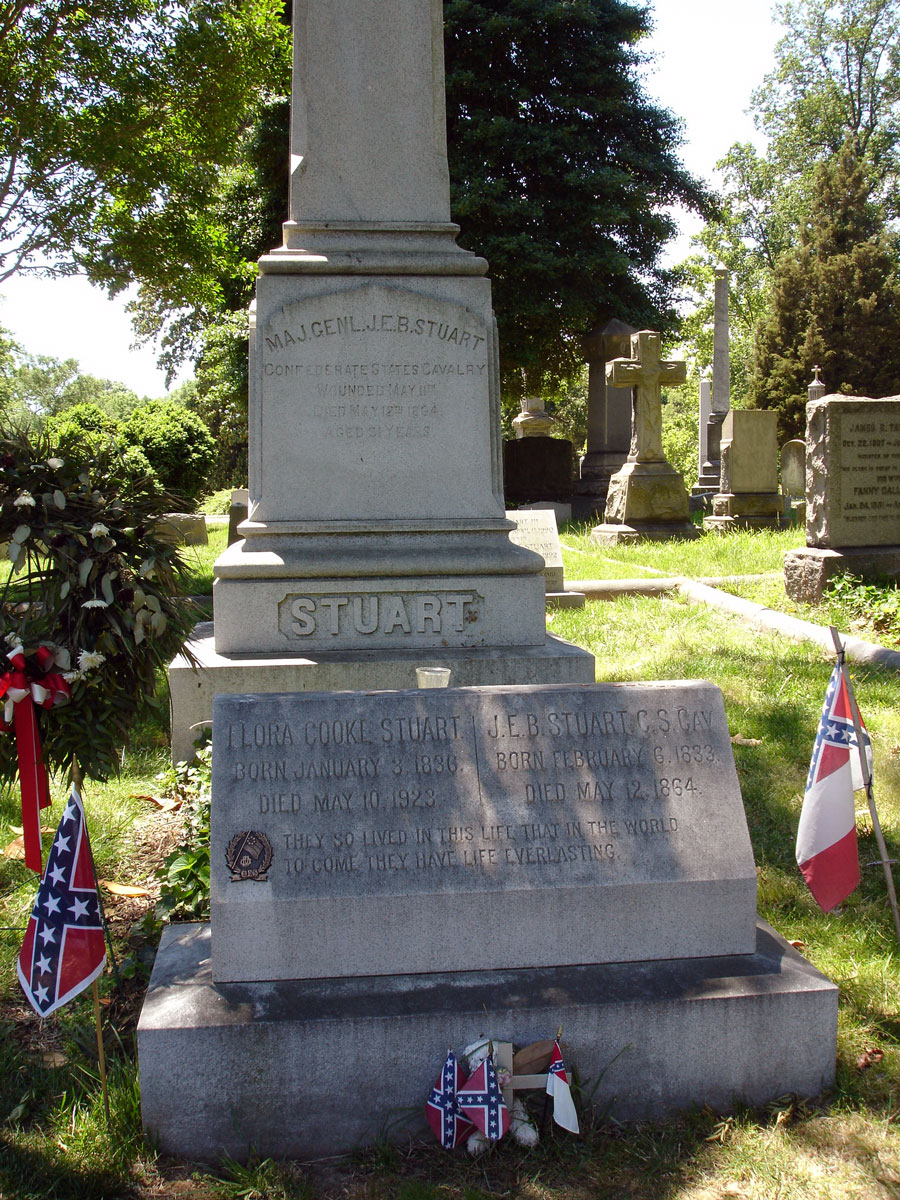
Jeb és Flora Stuart sírja ma, Hollywood Cemetery-ben

Barátjához, Jacksonhoz hasonlóan J. E. B. Stuart is legendává vált és az Egyesült Államok történelmének legnagyobb lovassági parancsnokai közt emlegetik. John Sedgwick, későbbi uniós vezérőrnagy mondta róla, mikor még együtt szolgáltak a szövetségi hadseregben, hogy Stuart „a legjobb lovastiszt aki Amerikában látta meg a napvilágot”. Jackson és Stuart mindketten harcban estek el, a közvélemény előtt kedvező színben tűntek fel, noha Stuart legendáját szándékoltabban munkálták ki. Jeffry D. Wert történész azt írta róla:
|  | „Stuart volt a Konföderáció kóbor lovagja, a bátor és hetyke, ragyogó egyenruhába, tollas kalpagba és köpönyegbe öltözött gavallér. A [polgárháborús] mészárszékben ő testesítette meg a lovagiasságot, a rég letűnt pompájú harcosok ideálját. Találó imidzsét gondosan ápolta, és pontosan annak látta magát, aminek a déliek elképzelték. Lovagra volt szükségük, és neki szüksége volt azzá válni.” |
|  | |

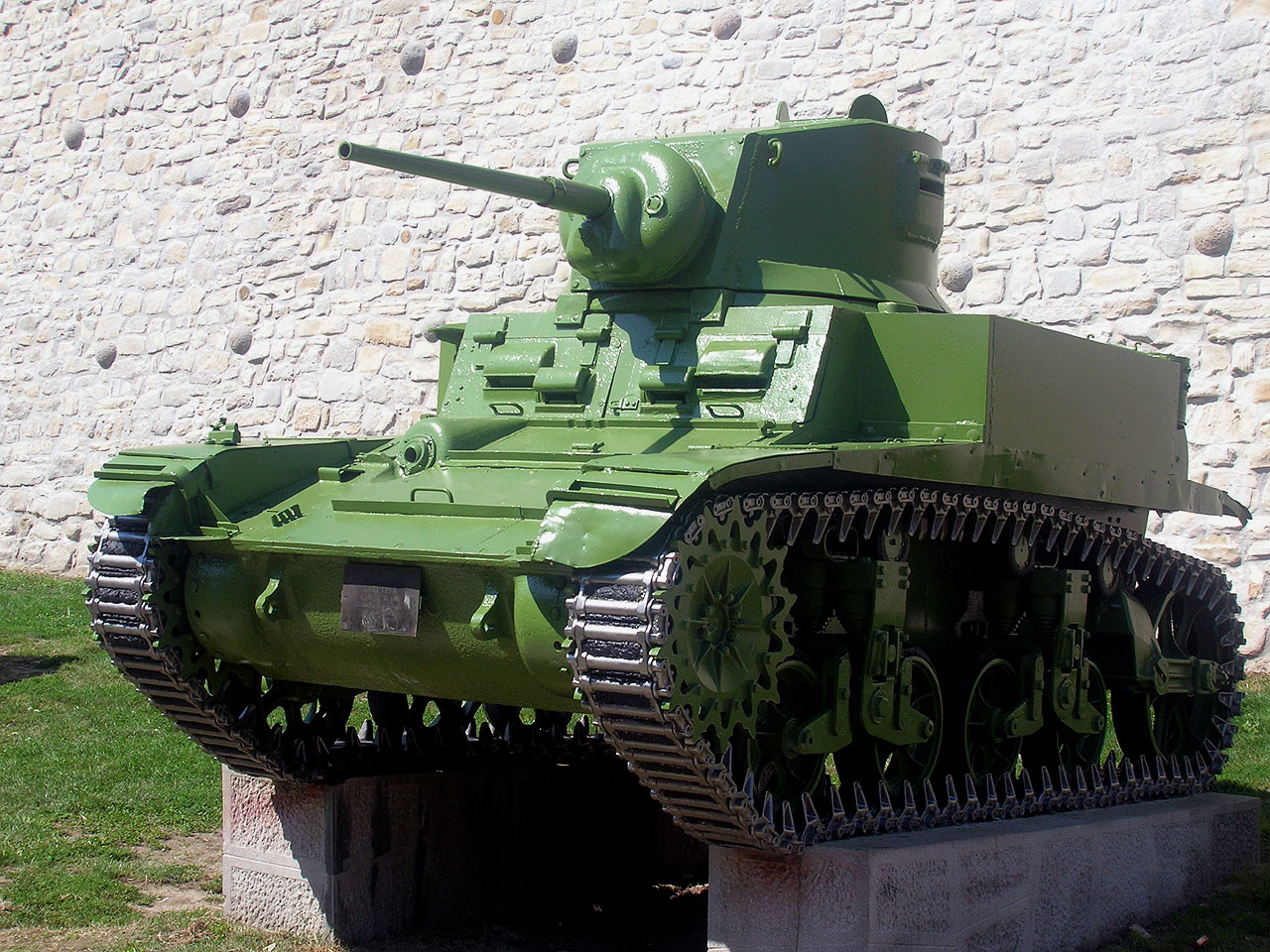
Az M3 Stuart harckocsi

Frederick Moynihan szobrász szobrát a híres richmondi Monument Avenue-n állították fel 1907-ben a Stuart körforgalomnál. Emlékműve Stonewall Jackson tábornok lovasszobrához hasonlóan észak felé tekint, szimbolizálva, hogy kikkel harcolt. 1884-ben Taylorsville városkáját Stuartra keresztelték át. A brit hadsereg két amerikai gyártmányú második világháborús tankját, az M3-at és az M5-öt Stuart tábornok tiszteletére róla nevezte el. A virginiai Falls Churchben levő Munson dombon épül J. E. B. Stuart középiskola és a floridai Jacksonville általános iskolai felső tagozata is az ő nevét hordozza.
2006 decemberében a Flora Stuart által varrt konföderációs hadilobogó került kalapács alá a Heritage Auctions aukciós házban, és 956 000 dolláros világrekord áron kelt el. A 34 hüvelykes zászlót Flora sajátkezűleg varrta 1862-ben és Stuart ez alatt harcolta legtöbb híres ütközetét. Stuart szülőhelyét, a Patrick megyében levő Laurel Hill-t 1992-ben a J. E. B. Stuart Szülőhely Megóvó Egylet vásárolta meg állagmegóvás és bemutatás céljával.